# Hispano-Suiza 14AA
Hispano-Suiza 14AA, někdy označovaný také jako Hispano-Suiza 79, byl francouzský vzduchem chlazený čtrnáctiválcový dvouhvězdicový letecký motor ze 30. let 20. století. Společnost Hispano-Suiza neměla zkušenosti s vývojem hvězdicových motorů, a zakoupila proto licenční práva k motoru Wright R-2600, na jehož základě vyvinula vlastní typ 14AA. Vzhledem k problémům se spolehlivostí byl ale většinou v praxi nahrazován motorem Gnome-Rhône 14N podobných parametrů.
Typ nesmí být zaměňován s menším motorem Hispano-Suiza 14AB, odvozeným od motorů řady Wright Whirlwind.

## Varianty
- 14AA-00
  - levotočivý motor s přímým pohonem hřídele.
- 14AA-01
  - pravotočivá varianta jinak identická s -00.
- 14AA-02
  - levotočivý motor s reduktorem v poměru 0,625:1
- 14AA-03
  - pravotočivý motor s reduktorem v poměru 0,625:1
- 14AA-04
  - levotočivý motor s reduktorem v poměru 0,625:1
- 14AA-05
  - pravotočivý motor s reduktorem v poměru 0,625:1
- 14AA-06
  - levotočivý motor s přímým pohonem hřídele.
- 14AA-07
  - pravotočivá varianta -06.

## Použití
- Amiot 145 (projekt)
- Amiot 341
- LeO 45 (prototyp)
- Farman F.223
- Latécoère 530
- Latécoère 570 (prototyp)
- Koolhoven F.K.58 (prototyp a první série)
- Potez 501

## Specifikace (Hispano-Suiza 14AA-04)
Údaje podle

### Hlavní technické údaje
- Typ: přeplňovaný čtyřdobý zážehový čtrnáctiválcový dvouhvězdicový motor chlazený vzduchem
- Vrtání: 156 mm
- Zdvih: 170 mm
- Zdvihový objem: 45,25 l
- Celková délka: 1 650 mm
- Průměr: 1 260 mm
- Suchá hmotnost: 640 kg

### Součásti
- Ventilový rozvod: OHV
- Kompresor: jednorychlostní odstředivý mechanický kompresor, kompresní poměr 10:1
- Palivový systém: karburátorový
- Palivo: 85-87 oktanový letecký benzín
- Chlazení: vzduchem
- Reduktor: 1,58:1

### Výkony
- Výkon: 793 kW (1 063 hp) při 2 125 otáčkách za minutu (startovní výkon)
- Měrný výkon: 17,52 kW/l
- Kompresní poměr: 7:1
- Měrná spotřeba paliva: 369 g/(kW•hod)
- Měrná spotřeba oleje: 12 g/(kW•hod)
- Poměr výkon/hmotnost: 1,24 kW/kg (startovní)